# خایمه بلمونته
خایمه بلمونته (اسپانیایی: Jaime Belmonte‎; ۸ اکتبر ۱۹۳۴ – ۲۱ ژانویهٔ ۲۰۰۹) بازیکن فوتبال اهل مکزیک بود.
از باشگاه‌هایی که در آن بازی کرده‌است می‌توان به اشاره کرد.
وی همچنین در تیم ملی فوتبال مکزیک بازی کرده‌است.